# Frontiers (Zeitschrift)
Frontiers war ein US-amerikanisches Magazin für Schwule, Lesben und Transgender. Es wurde 2016 nach 35-jährigem Bestehen eingestellt.
Das Magazin erschien alle zwei Wochen in Kalifornien, die Schwerpunkte waren einerseits Nachrichten, welche mit der LGBT-Gemeinschaft zusammenhängen, andererseits auch lokale und internationale Abdeckung von Themen rund um HIV/AIDS.
Das Magazin wurde 1981 von Bob Craig gegründet. Es wurde zum populärsten Kneipenblatt der Gemeinschaft in Los Angeles. Während der 1980er entschied Craig den Fokus auf die schwule Bevölkerung zu legen. In den frühen 1990er Jahren führte Bob das „Newsmagazine“-Format ein. Der Gründer starb im Jahre 2000. Er hinterließ die Firma seiner Schwester Connie. Sie hatte keine Publizistikerfahrung, und im Oktober 2000 verkaufte sie eine Mehrheitsbeteiligung an der Firma. Connie Craig blieb eine der Eigentümer, zusammen mit Tom Engell, Sam Leslie, Jeff Thomas und Evan Engell.
Frontiers unterzog sich einem Redesign und fokussierte sich auf den „Gay Lifestyle“ (deutsch schwuler Lebensstil) sowie auf aktuelle Nachrichten in den Bereichen Kunst und Unterhaltung.
Star-Trek-Veteran George Takei (alias Lieutenant Hikaru Sulu) wählte Frontiers als Medium für sein öffentliches Coming Out und setzte damit ein Zeichen gegen Diskriminierung (die er als japanischstämmiger Amerikaner im Zweiten Weltkrieg und als Homosexueller in mehreren Bereichen erfahren hat) und für den gleichberechtigten Zugang von gleichgeschlechtlichen Paaren zum Institut der Ehe.